# シモントルニャ駅
シモントルニャ駅（シモントルニャえき）は、ハンガリー国トルナ県タマーシ郡シモントルニャ町にある、ハンガリー国鉄40号線の駅である。

## 駅構造

### ホーム
2面2線の地上駅。駅舎側に片側ホーム1面、島式ホーム1面の2面からなる。他に、側線を3本持つ。
| 路線   | 方向   | 行先                                             | 備考                         |
| ------ | ------ | ------------------------------------------------ | ---------------------------- |
| 40号線 | 北方向 | ブダペスト、ドゥナウーイヴァーロシュ方面         | 特急「インターシティ」、普通 |
| 40号線 | 南方向 | ドンボーヴァール、ペーチ、ザグレブ、スプリト方面 | 特急「インターシティ」、普通 |

### ダイヤ[1]
基本は、2時間に1本、ブダペスト - ドンボーヴァール間の普通列車が運行している。ただし日中は4時間間隔が空くこともある。
特急列車は、ブダペスト-ザグレブ間の「リプル・ローナイ」号、およびブダペスト-ペーチ間の「トゥベシュ」号がそれぞれ1往復ずつ停車する。なお、秋・冬の金曜日はリプル・ローナイ号がペーチ行の「ジョルナイ」号を、晩春・晩夏の週２日はトゥベシュ号がスプリト行「ショモジ」号を併結する。
他に、シモントルニャ始発のドゥナウーイヴァーロシュ行普通列車が一日2本運行される。

## 隣の駅
ハンガリー国鉄
40号線
特急「インターシティ」(*)
ドンボーヴァール駅 - シモントルニャ駅 - ケレンフェルド駅
普通
トルナネーメディ駅 - シモントルニャ駅 - シャーレグレシュ駅
(*) 40号線の特急は大部分が通過し、代わりにシャールボガールド・ピンツェヘイに停車する。